# Boudépé
Boudépé est une localité située dans le Sud de la Côte d'Ivoire, et appartenant au département d'Adzopé, dans la Région de l'Agnéby. La localité de Boudépé est un chef-lieu de commune. Le périmètre de la commune de Boudépé englobe, dans ses limites, le seul village de Boudépé et les campements qui lui sont rattachés.
La majeure ethnie dans la zone est l'ethnie Attié.